# Шарлджин
Шарлджин (калм. Шарлҗин) — посёлок в Октябрьском районе Калмыкии, в составе Восходовского сельского муниципального образования.
Население - 14 (2010)

## Название
Название посёлка (калм. Шарлҗин) имеет калмыцкое происхождение и переводится как "бурьян". 

## История
Предположительно основан как ферма одного из организованных в период коллективизации совхозов. На довоенной карте РККА отмечен как ферма № 2. 
28 декабря 1943 года калмыцкое население было депортировано, посёлок, как и другие населённые пункты Малодербетовского улуса Калмыцкой АССР, был передан Сталинградской области. 
Калмыцкое население стало возвращаться после отмены ограничений по передвижению в 1956 году. Посёлок возвращён вновь образованной Калмыцкой автономной области в 1957 году. 
По состоянию на 1966 год Шарлджин - ферма № 2 совхоза "Красносельский". В том же году на базе фермы образован зерносовхоз "Восход". В 1967 году в составе Восходовского сельсовета передан в состав Октябрьского района Калмыцкой АССР.

## Физико-географическая характеристика
Посёлок расположен в пределах Сарпинской низменности, являющейся северо-западной частью Прикаспийской низменности), на высоте около 6 метров над уровнем моря. Рельеф местности равнинный. К северо-западу и востоку от посёлка расположены орошаемые поля. Почвенный покров комплексный: распространены солонцы (автоморфные) и бурые солонцеватые почвы
По автомобильной дороге расстояние до столицы Калмыкии города Элиста составляет 250 км, до районного центра посёлка Большой Царын - 18 км. до административного центра сельского поселения посёлка Восход - 4,5 км. 
Как и для всего Октябрьского района, для посёлка характерен умеренный резко континентальный климат (согласно классификации климатов Кёппена  — Bsk), с жарким и засушливым летом и относительно холодной и малоснежной зимой. Среднегодовая температура воздуха положительная и составляет около + 9,0 °C
Часовой пояс
Шарлджин, как и вся Республика Калмыкия, находится в часовой зоне МСК (московское время). Смещение применяемого времени относительно UTC составляет +3:00.

## Население
| 2002 | 2010 |
| ---- | ---- |
| 21   | ↘14  |

Национальный состав
Согласно результатам переписи 2002 года в посёлке проживали калмыки (67 %) и чеченцы (23 %)
| Национальность | Численность (2010) | Процент |
| -------------- | ------------------ | ------- |
| Калмыки        | 8                  | 61,5%   |
| Русские        | 5                  | 38,5%   |
| Всего          | 13                 | 100%    |